# Mons Peregrinus
Mons Peregrinus of Bedevaardersberg is een fort bij Tripoli in Noord-Libanon. Het fort staat bekend als de kruisvaardersburcht van graaf Raymond IV van Toulouse, ook genoemd graaf Raymond I van Tripoli of Raymond de Saint-Gilles, omwille van zijn stamland Saint-Gilles in de Gard in het huidige Frankrijk. De citadel lag op de weg van christelijke bedevaarders, vandaar de naam Bedevaardersberg, die van Constantinopel naar Jeruzalem trokken.

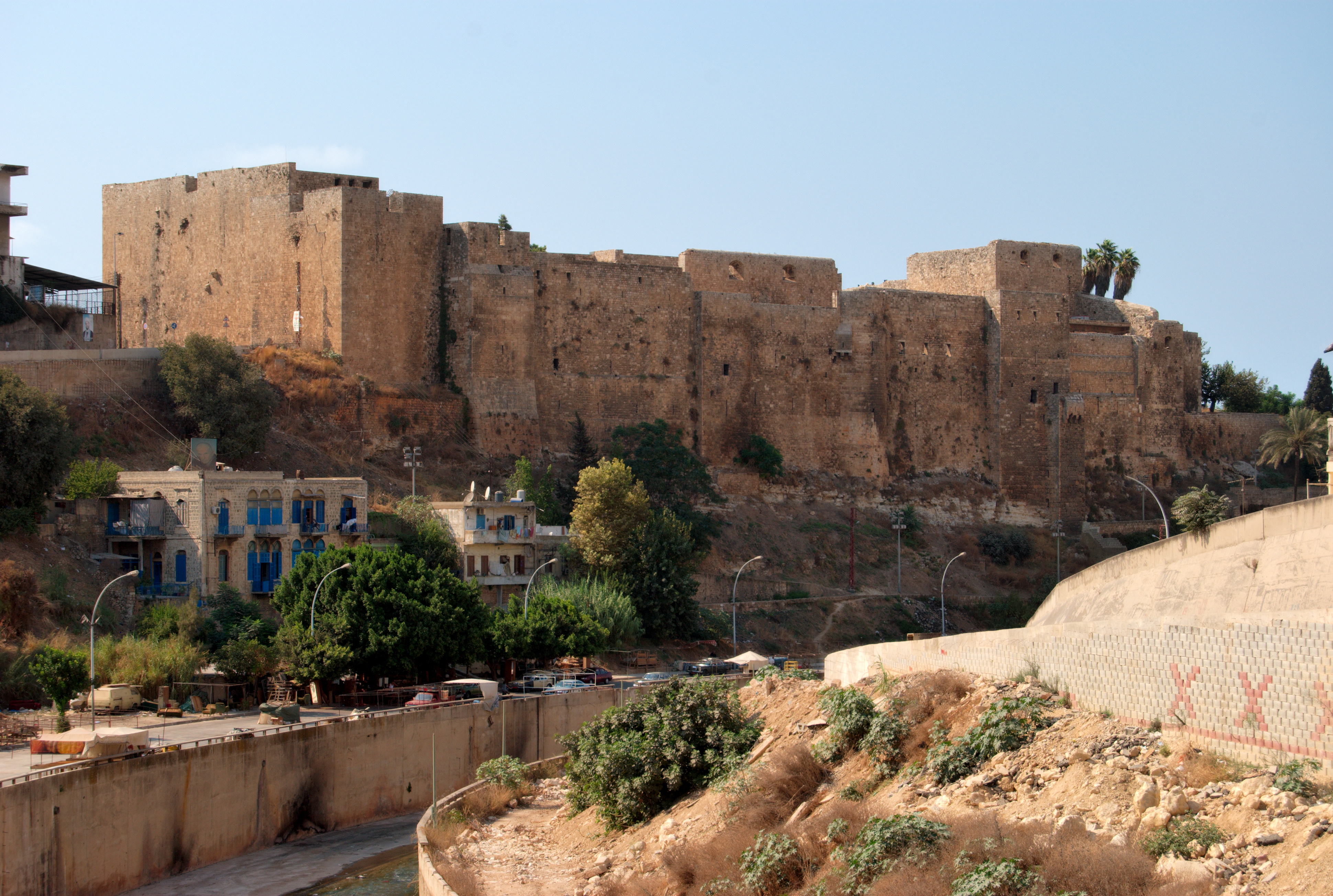
Citadel van Tripoli

De Franse naam van het fort is Château Saint-Gilles, genoemd naar de bijnaam van Raymond IV van Toulouse. De Arabische naam is Qala'at Sanjil an Qala'at Tarablus, genoemd naar de rivier die door de brede vallei stroomt. Het fort ligt immers strategisch met zicht op de vallei in het oosten en op de Middellandse Zee in het westen. Het fort is gelegen op een heuvel, op enkele kilometers van de Middellandse Zee.
Het fort lag in de Middeleeuwen langs de enige landweg om Tripoli te bereiken, waarbij het kleinere Tripoli toen volledig aan de zee lag. De eerste vesting dateert van de 7e eeuw, toen kalief Omar ibn al-Chattab het Byzantijnse Tripoli veroverde. Het is pas, eeuwen later, vlak voor de Eerste Kruistocht, dat de Byzantijnse keizer Alexios I Komnenos het fort terug in handen krijgt. De militaire strategie was steeds dezelfde: wie de Bedevaardersberg bezat, bezat de stad Tripoli aan de zee. De Byzantijnen bouwden het Arabisch fort belangrijk uit, zoals Willem van Tyrus achteraf op schrift stelde. Tijdens de eerste kruistocht installeerde Raymond IV van Toulouse zich er als graaf van Tripoli, formeel onder het oppergezag van de Byzantijnse keizer. In het Westen werd lange tijd Raymond IV van Toulouse als de bouwheer van de citadel aanzien.
De Mammelukken bouwden Tripoli uit als een van de grootste steden van hun rijk (13e eeuw). Nadien verfraaiden de Ottomanen de citadel, vooral tijdens de periode van Süleyman I.